# Campionati del mondo di atletica leggera indoor 1995 - 60 metri ostacoli femminili
I 60 metri ostacoli si sono tenuti l'11 e il 12 marzo 1995 presso lo stadio Palau Sant Jordi di Barcellona.

## Risultati

### Batterie
Qualificazione: le prime tre di ogni batteria (Q) e i 3 seguenti migliori tempi (q) vanno alle semifinali.

#### Batteria 1
Sabato 11 marzo 1995.
| Posizione | Corsia | Nome                | Nazionalità | Tempo | Note  |
| --------- | ------ | ------------------- | ----------- | ----- | ----- |
| 1         | -      | Brigita Bukovec     | Slovenia    | 8"05  | Q     |
| 2         | -      | Carla Tuzzi         | Italia      | 8"10  | Q     |
| 3         | -      | Monica Grefstad     | Norvegia    | 8"20  | Q     |
| 4         | -      | Aleksandra Paschina | Russia      | 8"21  | q     |
| 5         | -      | Angela Coon         | Canada      | 8"23  |       |
| 6         | -      | Regina Ahlke        | Germania    | 8"25  |       |
| 7         | -      | Sau Ying Chan       | Hong Kong   | 8"46  |       |
| -         | -      | Elke Wölfling       | Austria     | dq    | 162.7 |

#### Batteria 2
| Posizione | Corsia | Nome                | Nazionalità | Tempo | Note                          |
| --------- | ------ | ------------------- | ----------- | ----- | ----------------------------- |
| 1         | -      | Aliuska López       | Cuba        | 8"08  | Q                             |
| 2         | -      | Jacqui Agyepong     | Regno Unito | 8"09  | Q                             |
| 3         | -      | Jelena Suchoručenko | Ucraina     | 8"27  | Q                             |
| 4         | -      | Liliana Năstase     | Romania     | 8"28  |                               |
| 4         | -      | Jane Flemming       | Australia   | 8"29  | Miglior prestazione personale |
| 5         | -      | Caren Jung          | Germania    | 8"29  |                               |
| 6         | -      | Lynda Tolbert-Goode | Stati Uniti | 8"31  |                               |
| 7         | -      | Ana Barrenechea     | Spagna      | dq    |                               |

#### Batteria 3
| Posizione | Corsia | Nome                 | Nazionalità | Tempo | Note |
| --------- | ------ | -------------------- | ----------- | ----- | ---- |
| 1         | -      | Olga Shishigina      | Kazakistan  | 7"95  | Q    |
| 2         | -      | Monique Tourret      | Francia     | 8"00  | Q    |
| 3         | -      | Julie Baumann        | Svizzera    | 8"04  | Q    |
| 4         | -      | Dionne Rose          | Giamaica    | 8"13  | q    |
| 5         | -      | Cheryl Dickey        | Stati Uniti | 8"19  | q    |
| 6         | -      | Marica Erica Niculae | Romania     | 8"37  |      |
| 7         | -      | Iveta Rudová         | Rep. Ceca   | 8"37  |      |

#### Batteria 4
| Posizione | Corsia | Nome                  | Nazionalità | Tempo | Note |
| --------- | ------ | --------------------- | ----------- | ----- | ---- |
| 1         | -      | Patricia Girard       | Francia     | 8"01  | Q    |
| 2         | -      | Michelle Freeman      | Giamaica    | 8"06  | Q    |
| 3         | -      | Nicole Ramalalanirina | Madagascar  | 8"09  | Q    |
| 4         | -      | Hongyan Zhou          | Cina        | 8"15  | q    |
| 5         | -      | Samantha Farquharson  | Regno Unito | 8"21  | q    |
| 6         | -      | Odalys Adams          | Cuba        | 8"37  |      |
| 7         | -      | Isabel Abrantes       | Portogallo  | 8"46  |      |

### Semifinali
Qualificazione: le prime quattro di ogni semifinale (Q) vanno in finale.

#### Semifinale 1
| Posizione | Corsia | Nome                | Nazionalità | Tempo | Note                          |
| --------- | ------ | ------------------- | ----------- | ----- | ----------------------------- |
| 1         | -      | Aliuska López       | Cuba        | 7"91  | Q                             |
| 2         | -      | Olga Shishigina     | Kazakistan  | 7"91  | Q                             |
| 3         | -      | Monique Tourret     | Francia     | 8"01  | Q                             |
| 4         | -      | Cheryl Dickey       | Stati Uniti | 8"03  | Q                             |
| 5         | -      | Dionne Rose         | Giamaica    | 8"04  | Miglior prestazione personale |
| 6         | -      | Julie Baumann       | Svizzera    | 8"10  |                               |
| 7         | -      | Carla Tuzzi         | Italia      | 8"16  |                               |
| 8         | -      | Jelena Suchoručenko | Ucraina     | 8"28  |                               |

#### Semifinale 2
| Posizione | Corsia | Nome                  | Nazionalità | Tempo | Note |
| --------- | ------ | --------------------- | ----------- | ----- | ---- |
| 1         | -      | Brigita Bukovec       | Slovenia    | 7"94  | Q    |
| 2         | -      | Jackie Agyepong       | Regno Unito | 8"02  | Q,   |
| 3         | -      | Patricia Girard       | Francia     | 8"06  | Q    |
| 4         | -      | Michelle Freeman      | Giamaica    | 8"07  | Q    |
| 5         | -      | Monica Grefstad       | Norvegia    | 8"09  |      |
| 6         | -      | Nicole Ramalalanirina | Madagascar  | 8"11  |      |
| 7         | -      | Hongyan Zhou          | Cina        | 8"23  |      |
| 8         | -      | Aleksandra Paschina   | Russia      | 8"25  |      |

### Finale
| Record mondiale       | Ljudmila Narožilenko | 7"69 | Čeljabinsk | 4 febbraio 1990  |
| Record dei Campionati | Elizaveta Černyšova  | 7"82 | Budapest   | 5 marzo 1989     |
| Capolista stagionale  | Patricia Girard      | 7"84 | Liévin     | 26 febbraio 1995 |

Domenica 12 marzo 1995, ore 19:50.
| Pos.    | Corsia | Atleta           | Età | Nazione     | Tempo | Note             |
| ------- | ------ | ---------------- | --- | ----------- | ----- | ---------------- |
| Oro     | -      | Aliuska López    | 25  | Cuba        | 7"92  |                  |
| Argento | -      | Olga Shishigina  | 26  | Kazakistan  | 7"92  |                  |
| Bronzo  | -      | Brigita Bukovec  | 24  | Slovenia    | 7"93  |                  |
| 4       | -      | Monique Tourret  | 27  | Francia     | 7"98  |                  |
| 5       | -      | Jackie Agyepong  | 26  | Regno Unito | 8"01  | Record nazionale |
| 6       | -      | Cheryl Dickey    | 28  | Stati Uniti | 8"19  |                  |
| 7       | -      | Michelle Freeman | 25  | Giamaica    | 8"21  |                  |
| 8       | -      | Patricia Girard  | 26  | Francia     | dnf   |                  |